# Cantone di Quillebeuf-sur-Seine
Il Cantone di Quillebeuf-sur-Seine era una divisione amministrativa dell'arrondissement di Bernay.
A seguito della riforma approvata con decreto del 25 febbraio 2014, che ha avuto attuazione dopo le elezioni dipartimentali del 2015, è stato soppresso.

## Composizione
Comprendeva i comuni di
- Aizier
- Bouquelon
- Bourneville
- Marais-Vernier
- Quillebeuf-sur-Seine
- Saint-Aubin-sur-Quillebeuf
- Sainte-Croix-sur-Aizier
- Sainte-Opportune-la-Mare
- Saint-Ouen-des-Champs
- Saint-Samson-de-la-Roque
- Saint-Thurien
- Tocqueville
- Trouville-la-Haule
- Vieux-Port